# Lomatium dasycarpum
Lomatium dasycarpum är en flockblommig växtart som först beskrevs av John Torrey och Asa Gray, och fick sitt nu gällande namn av John Merle Coulter och Joseph Nelson Rose. Lomatium dasycarpum ingår i släktet Lomatium och familjen flockblommiga växter. Utöver nominatformen finns också underarten L. d. tomentosum.

## Bildgalleri

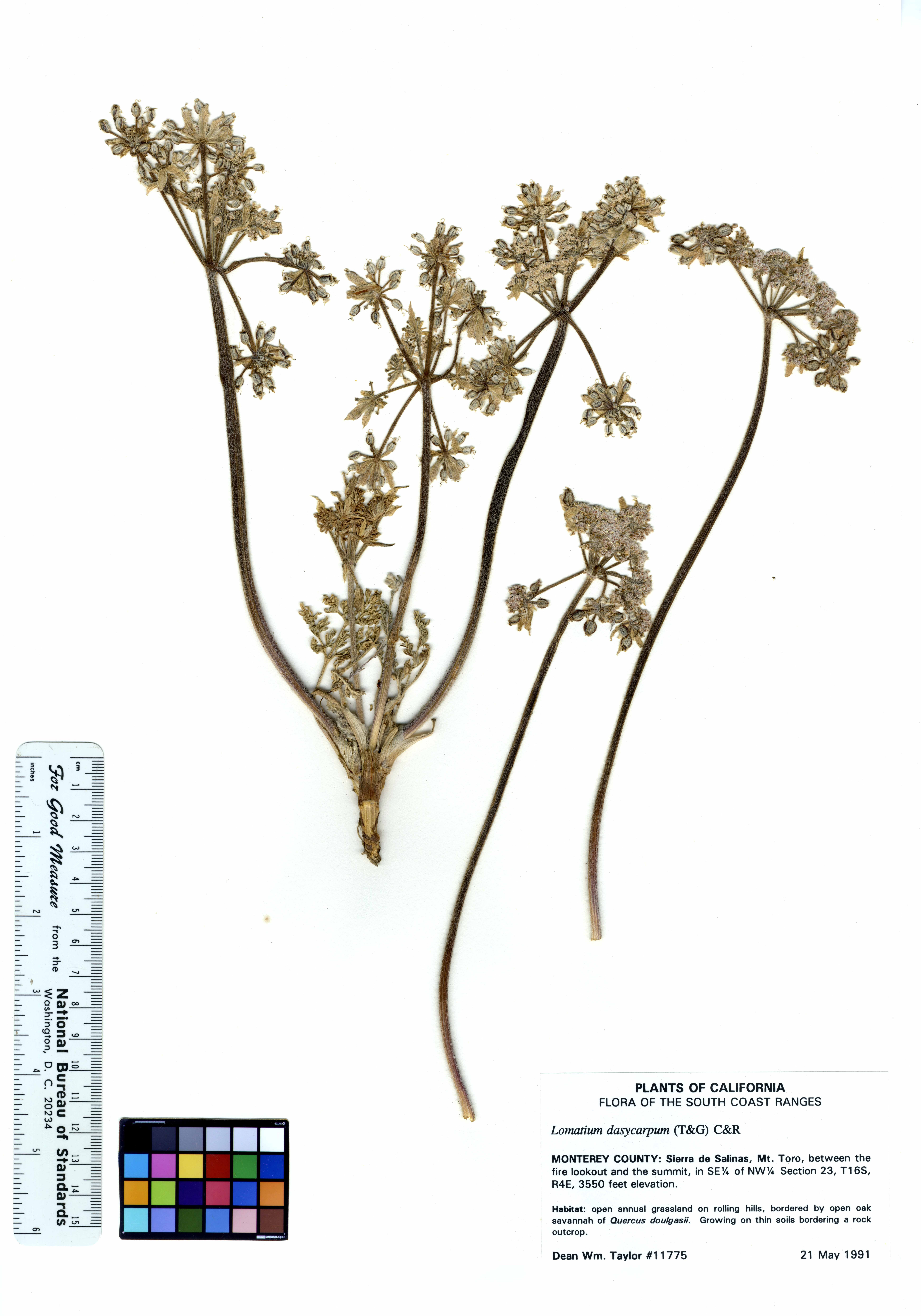
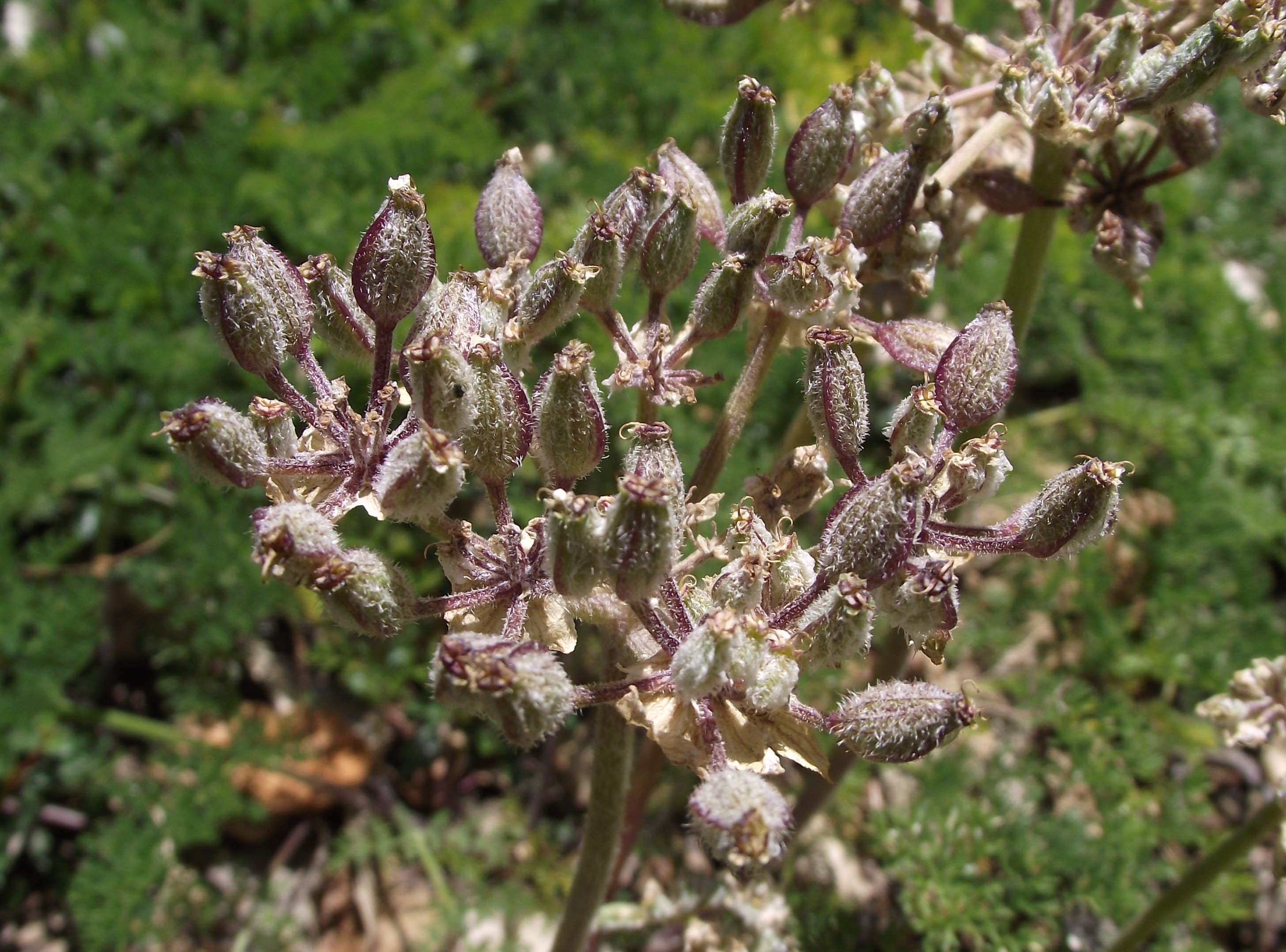